# Antonio Zatta
Antonio Zatta (Venezia, 1722 – Venezia, 16 febbraio 1804) è stato un editore, cartografo e tipografo italiano.

## Biografia
Editore tra i più attivi della Venezia della seconda metà del 700 in campi diversi. Fu anche calcografo. Fra le sue opere, atlanti e carte geografiche.

## Opere
- L'Augusta Ducale Basilica Dell'Evangelista San Marco (1761)
- Il Maryland, il Jersey Meridionale, la Delaware e la parte orientale della Virginia, e Carolina Settentrionale (1778)
- Il paese de' Cherachesi, con la parte occidentale della Carolina Settentrionale, e della Virginia (1778)
- Il paese de' selvaggi Outagamiani, Mascoutensi, Illinesi, e parti delle VI. Nazioni (1778)
- Il paese de' selvaggi Outauacesi, e Kilistinesi intorno al Lago Superiore (1778)
- L'Acadia, le Provincie di Sagadahook e Main, la Nuova Hampshire, la Rhode Island, e parte di Massachusset e Connecticut (1778)
- La Baja d'Hudson, terra di Labrador e Groenlandia con le isole adiacenti di nuova projezione (1778)
- La Giammaica (1778)
- La parte occidentale della Nuova Francia o Canada (1778)
- La Pensilvania, la Nuova York, il Jersey Settentrio[na]le con la parte occidentale del Connecticut, Massachusetts-bay e l'Irochesia (1778)
- Le colonie unite dell' America Settentr.le (1778)
- Le isole di Terre Nuova e Capo Breton di nuova projezione (1778)
- Luigiana Inglese, colla parte occidentale della Florida, della Giorgia, e Carolina Meridionale (1778)
- Parte Orientale del Canadá, Nuova Scozia settentrionale, e parte di Labrador (1778)
- Parte Orientale della Florida, della Giorgia e Carolina Meridionale (1778)
- Storia dell' America Settentrionale (1778)
- Atlante novissimo (1779)
- Il Regno di Napoli diviso nelle sue Provincie (1782)
- La Croazia, Bosnia, e Servia (1782)
- L'isola di Sardegna divisa ne' suoi distretti - Venezia (1783)
- Atlante Nuovissimo Illustrato e accresciuto sulle osservazioni e scoperte fatte dai più celebri e celebri geografi - Venezia (1784)
- Dalmazia Veneta (1784)
- Le dodici Tribù d'Israele - Venezia (1785)